# Bæltedyr
Bæltedyr (Dasypodidae) er en familie af Gumlere. Det er den eneste nulevende familie i ordenen Cingulata. Der findes ni slægter og 20 arter bæltedyr.
Bæltedyrene holder for det meste til i tropiske og subtropiske områder i Sydamerika, og de fleste foretrækker åbent terræn.
Familiens største nulevende art er kæmpebæltedyret, Priodontes Maximus, som kan blive op til halvanden meter langt. Den mindste repræsentant er dværgbæltedyret Zaedyus pickiy, som kun bliver 15 centimeter langt. Nibåndsbæltedyret er den eneste art som findes i USA. Trebånds-, seksbånds- og nibåndsbæltedyrene har fået navn efter antallet af bevægelige bælter i læderpanseret.
Bæltedyr-hunner føder mellem en og tolv unger, afhængig af art, og alle udvikler sig fra det samme æg. Drægtighedstiden er for de fleste 60-65 dage, men alle arter har evnen til at forsinke det befrugtede ægs vandring fra æglederen til livmodervæggen. Hos nibånds-bæltedyret kan drægtighedstiden blive 120 dage.
Ungerne bliver født med to læderagtige skjolde, som beskytter endepartiet og forkroppen, og mellem disse skjolde ligger der ni bevægelige bælter, som gør det muligt for dyret at krølle sig sammen. Hovedet og halen er også pansret, men undersiden er kun dækket af grov hud og sparsom hårvækst. Efterhånden som dyret vokser til, bliver læderpanseret på oversiden hårdere og hårdere. Man skulle tro, at det solide panser gjorde bæltedyrene nærmest usårlige overfor angreb fra rovdyr, men sådan er det ikke. En stor hund kan let dræbe et bæltedyr, og det kan være vanskeligt at forstå hvilken fordel de egentlig har af den tunge og klodsede rustning. Svaret er i virkeligheden ganske enkelt. Et bæltedyr som føler sig truet, forsøger straks at stikke af i det nærmeste tætte krat. Derinde beskytter læderpanseret mod torne og skarpe kviste, mens forfølgeren bliver stående hjælpeløs udenfor.
Bæltedyrene lever ofte i huler som den graver under træer, ved flodbredder eller inde i tæt krat.
Et bæltedyr kan spise cirka 100 kg insekter i løbet af et år.
Bæltedyrene regnes til gumlerne, som i dag betegnes som overordenen Xenarthra. De nærmeste nulevende slægtninge er dovendyr og myreslugere. Bæltedyrene havde en opblomstringsperiode i Sydamerika for 55 millioner år siden, og enkelte arter kunne blive lige så store som bjørne. For to og en halv million år siden, da Panama-landforbindelsen rejste sig fra havet og knyttede Nord- og Sydamerika sammen, begyndte de sydlige bæltedyr at vandre nordover. Men for mellem femtusind og titusind år siden blev bæltedyrene i det nuværende USA udryddet af ukendte årsager. For cirka halvtreds år siden undslap et lille antal fra en dyrehave nær den lille by Cocoa i Florida, og de undslupne blev hurtigt til en koloni på mange tusinde individer.
Bæltedyrene er de eneste pattedyr, som regelmæssigt føder enæggede firlinger, og det har gjort dem til nyttige forsøgsdyr i den forskning, der udvikler  medicin mod den farlige leprabacille. Det er nemlig et af de eneste dyr, som lader sig smitte af den bacille, som fører til den frygtede sygdom spedalskhed hos mennesker. Der er nu udviklet en teknik, som gør det muligt at udvikle store mængder spedalskheds-medicin fra et eneste bæltedyr.